# Nanyuan (sockenhuvudort i Kina, Zhejiang Sheng, lat 27,48, long 119,78)
Nanyuan (kinesiska: 南院乡) är en sockenhuvudort i Kina. Den ligger i provinsen Zhejiang, i den östra delen av landet, omkring 310 kilometer söder om provinshuvudstaden Hangzhou. Antalet invånare är 3 597. Befolkningen består av 1 616 kvinnor och 1 981 män. Barn under 15 år utgör 18,0 %, vuxna 15-64 år 65 %, och äldre över 65 år 15,0 %.
Runt Nanyuan är det ganska tätbefolkat, med 134 invånare per kvadratkilometer. Närmaste större samhälle är Sankui, 14,4 km öster om Nanyuan. I omgivningarna runt Nanyuan växer i huvudsak blandskog.
Genomsnittlig årsnederbörd är 2 199 millimeter. Den regnigaste månaden är juni, med i genomsnitt 339 mm nederbörd, och den torraste är oktober, med 63 mm nederbörd.